# 图卢兹区
图卢兹区（法語：arrondissement de Toulouse）是法国上加龙省所辖的一个区。总面积2538.9平方公里，总人口1078120，人口密度425人/平方公里（2018年）。主要城镇为图卢兹。

## 辖区
图卢兹区辖有225个市镇。